# جو وليامز (لاعب كرة قدم أمريكية)
جو وليامز (بالإنجليزية: Joe Williams)‏ هو لاعب كرة قدم أمريكية أمريكي، ولد في 3 مارس 1896 في نيويورك في الولايات المتحدة، وتوفي في 18 يناير 1949.

## وصلات خارجية
- جو وليامز على موقع مرجع كرة القدم المحترفة.كوم (الإنجليزية)